# Église Saint-Jean-Népomucène d'East Jordan
L’église Saint-Jean-Népomucène est un édifice religieux catholique situé dans le Jordan Township (en) (Michigan), près d’East Jordan, aux États-Unis.

## Situation et accès
L’édifice est situé à l’angle des routes Saint-Jean (anglais : St. John Road) et M-32 (en), au nord de Jordan Township (en) et au sud-est d’East Jordan. Plus largement, il se trouve dans le comté d’Antrim, dans l’État du Michigan.

## Histoire
Une communauté catholique est fondée en 1885 par des immigrants de Bohême, placée sous le vocable de Jean Népomucène. Issu de Prague pour la plupart d’entre eux, ils nomment leur communauté Praga. L’église est ainsi construite en 1890 avec un clocher et sa cloche en 1893. L’année suivante sont installés l’autel et quelques statues. En 1926, un revêtement en pierre des champs est ajouté au bâtiment.

## Statut patrimonial et juridique
L’église est recensée comme site historique de l’État du Michigan depuis le 16 novembre 1994.